# Luciano Fonseca
Luciano Perazzolo Simonetto Fonseca (sinh ngày 11 tháng 5 năm 1979 tại Caxias do Sul), còn được gọi là Luciano Fonseca, là một cựu cầu thủ bóng đá người Brasil chơi ở vị trí tiền vệ. Lần cuối ông thi đấu cho Clube Esportivo Bento Gonçalves.

## Danh hiệu
- Brazilian Cup: 1999
- Goiás State League: 2002
- Brazilian Center-West Cup: 2002
- Federal District League: 2003